# 湖北省政務委員會
湖北省政務委員會為國民政府成立湖北省政府前的最高行政機關。
民國15年（1926年）9月，國民革命軍攻克漢陽、漢口後，國民黨中央政治會議於9月15日成立湖北臨時政治會議，由蔣中正任主席，在蔣中正未到職時，由唐生智為代理主席，鄧演達、李宗仁等13人為委員，該組織決定湖北省一切軍事、政治、財政各要政，同日，國民革命軍總司令決定，設置湖北政務委員會和湖北財政委員會，負責執行與處理湖北臨時政治會議有關政務、財務方面的決議。9月23日，由國民廿命軍總政治部主任鄧演達兼任主任委員，陳公博、劉佐龍、王樂平等15人為委員的湖北政務委員會在漢口成立。是時，湖北臨時政治會議由於多數委員不在武漢，只是虛設，湖北政務委員會為全省最高行政機關。
1927年1月，國民黨中央執行委員會和國民政府始遷武漢後，即以湖北政務委員會為基礎籌組湖北省政府，1月10日第53次國民黨中央政治會議通過「湖北省政府組織案」，由鄧演達等5人組建省政府。3月25日國民政府正式任命徐謙、孫科、鄧演達、董必武等11人為省政府委員，4月11日湖北省政府在武昌成立。

## 構成
湖北政務委員會下分1處4科，各科之下分為若干股：
- 秘書處：麥朝樞任秘書處處長
- 總務科（下轄會計、庶務、收發3股）
- 民政科：劉感藻任民政科長（下轄民政、司法、公安3股）
- 教育科：郭沫若任教育科長（下轄專門、普通、社會、編審4股）
- 建設科：詹大悲任建設科長（下轄農林、工商、市政、交通、土地53股）[1]